# Divisioni del Regio Esercito nella seconda guerra mondiale
Il Regio Esercito nella seconda guerra mondiale, utilizzò diversi tipi di divisioni, per la maggior parte di fanteria. La maggioranza si sciolsero sul territorio metropolitano o nelle zone occupate (Francia, Grecia, Balcani) in seguito all'armistizio dell'8 settembre 1943, mentre alcune furono dichiarate sciolte per "eventi bellici" nei vari fronti di guerra in cui fu coinvolta l'Italia (Nordafrica ed Africa Orientale Italiana in particolare).

## Caratteristiche generali
La divisione era l'unità di base del Regio Esercito. Il 10 giugno 1940 l'esercito italiano aveva un totale di 75 divisioni: 57 divisioni di fanteria, 3 della Milizia Volontaria per la Sicurezza Nazionale, 2 coloniali libiche, 5 di Alpini, 3 celeri, 3 corazzate e 2 motorizzate. La gran parte di questa grandi unità era dislocata nel territorio metropolitano o in Libia, e solo due erano in Africa Orientale Italiana (la cui guarnigione era composta in gran parte da unità di Camicie Nere e da brigate coloniali).
La riorganizzazione del 1938 aveva portato alla costituzione di divisioni di fanteria cosiddette binarie, poiché erano composti da due reggimenti di fanteria (invece dei precedenti tre), oltre ad uno di artiglieria. Nel corso della guerra diverse divisioni di fanteria attivarono un terzo reggimento di fanteria (contraddistinti da numerazioni superiori a 300) per meglio svolgere incarichi di guarnigione o per conversione di unità già di Camicie Nere.
A partire dal 1º marzo 1940, alle divisioni di fanteria ordinarie e da montagna venne aggregata una Legione d'Assalto della MVSN, composta da due battaglioni di CC.NN. e una compagnia mitraglieri.. L'effettiva assegnazione avvenne abbastanza a rilento per problemi addestrativi e per la limitata disponibilità di materiali, ed era ancora largamente incompleta al momento dell'entrata in guerra.
Numerose sulla carta, in realtà al momento della dichiarazione di guerra la maggior parte delle divisioni italiane era incompleta sia in termini di uomini che di materiali, difatti su 75 divisioni appena 35 potevano dirsi complete di organico e materiali. Questa situazione non venne mai interamente rettificata durante il corso della guerra e una parte considerevole delle divisioni sul territorio metropolitano o impegnate in compiti di guarnigione in Francia e nei Balcani rimasero incomplete dal punto di vista dei materiali, dovendo anzi spesso cedere parte delle proprie dotazioni per sostenere le divisioni impegnate nelle zone di operazioni.
Successivamente all'ingresso in guerra, verranno costituite numerose altre unità di livello Divisionale. Tra queste, vi erano anche divisioni di paracadutisti (due, con una terza mai completata) ed oltre venti divisioni costiere. Queste ultime erano essenzialmente di reparti di seconda linea, di consistenza variabile a seconda della zona di impiego.

## Divisioni corazzate
L'Italia entrò nella seconda guerra mondiale con tre divisioni corazzate, tutte inizialmente dispiegate nel territorio metropolitano.
Una divisione corazzata era composta da un reggimento corazzato (di solito su tre battaglioni carri), un reggimento di artiglieria e uno di bersaglieri. Completavano l'organico una compagnia anticarro, una compagnia mista del genio, una sezione sanità, due ospedali da campo, una sezione di sussistenza ed un autogruppo per il trasporto dei carri armati, e successivamente un raggruppamento esplorante corazzato. Al 10 giugno 1940, l'organico standard di un'unità di questo tipo era di circa 7.439 uomini, equipaggiati con 184 carri, 48 cannoni (16 antiaerei da 20 mm, 8 anticarro da 47/32 e 24 campali da 75/27), 486 mitragliatrici (410 pesanti e 76 leggere). La componente motorizzata era costituita, oltre ai carri, da 581 veicoli a motore, 48 trattori di artiglieria e 1.170 motocicli.
I carri erano inizialmente del tipo CV35, estremamente leggeri e di limitata utilità bellica. Quando fu disponibile un carro medio come l'M13/40, le divisioni corazzate italiane acquisirono maggiori capacità operative, ma la produzione limitata e le gravi perdite in combattimento non permisero mai di riequipaggiare interamente le divisioni disponibili. Per quanto riguarda le dotazioni di artiglieria, verso il 1942 entrarono in servizio semoventi con obice da 75 mm e pezzi da 90 mm autoportati.
Le tre divisioni originarie furono distrutte alla conclusione della campagna del Nordafrica. Nel corso del 1942 si tentò di attivare altre due divisioni, la 134ª Freccia (tentativo cui si rinunciò completamente dopo pochi mesi) e la 136ª Giovani Fascisti (che non superò mai gli organici di una debole Brigata motorizzata, praticamente senza alcuna componente corazzata). Nel 1943 venne costituita la 135ª Divisione corazzata Ariete II (formata da unità di cavalleria) e si iniziò la costituzione della 136ª Divisione corazzata Centauro II (mai completata, per trasformazione delle 1ª Divisione Corazzata di Camicie Nere M).
| Nome divisione        | Composizione                                                                               | Composizione                                                                               | Composizione                              | Creazione                                                                                    | Creazione         | Scioglimento      | Scioglimento         |
| Nome divisione        | Rgt. carri                                                                                 | Rgt. bersaglieri                                                                           | Rgt. artiglieria corazzata                | Unità originarie                                                                             | Data costituzione | Data/periodo      | Località             |
| --------------------- | ------------------------------------------------------------------------------------------ | ------------------------------------------------------------------------------------------ | ----------------------------------------- | -------------------------------------------------------------------------------------------- | ----------------- | ----------------- | -------------------- |
| 131ª Centauro         | 31º                                                                                        | 5º                                                                                         | 131º Centauro                             | 1ª Brigata corazzata                                                                         | 20 aprile 1939    | 18 aprile 1943    | Enfidaville, Tunisia |
| 132ª Ariete           | 32º                                                                                        | 8º                                                                                         | 132º Ariete                               | 2ª Brigata corazzata                                                                         | 1º febbraio 1939  | 8 dicembre 1942   | El Agheila, Libia    |
| 133ª Littorio         | 33º                                                                                        | 12º                                                                                        | 133º Littorio                             | Divisione Volontari del Littorio                                                             | novembre 1939     | 25 novembre 1942  | El Alamein           |
| 134ª Freccia          | 10º Lancieri di Vittorio Emanuele II                                                       | 1º                                                                                         | 134°                                      | 2ª Divisione celere Emanuele Filiberto Testa di Ferro                                        | 1 maggio 1942     | 1 agosto 1942     | Ferrara              |
| 135ª Ariete II        | 10º Lancieri di Vittorio Emanuele II, 8º Lancieri di Montebello, 16° Cavalleggeri di Lucca | 10º Lancieri di Vittorio Emanuele II, 8º Lancieri di Montebello, 16° Cavalleggeri di Lucca | 135º Ariete II e 235º Art. sem. Ariete II |                                                                                              | 1º aprile 1943    | 12 settembre 1943 | Roma                 |
| 136ª Giovani Fascisti | 1º Reggimento fanteria carrista, Gruppo Battaglioni GG.FF.                                 | 8º                                                                                         | 136º Giovani Fascisti                     | Gruppo Battaglioni Giovani Fascisti                                                          | 24 maggio 1942    | 13 maggio 1943    | Tunisia              |
| 136ª Centauro II      | 131º Reggimento Fanteria Carrista, Reggimento Legionario Motorizzato                       | 18º                                                                                        | 136º Centauro II                          | 1ª Divisione Corazzata di Camicie Nere M, poi 136ª Divisione legionaria Corazzata "Centauro" | 15 agosto 1943    | 12 settembre 1943 | Roma                 |

## Divisioni fanteria ordinarie
Le divisioni di fanteria ordinarie erano le più numerose nel Regio Esercito. Si trattava di divisioni cosiddette binarie, composte cioè da due reggimenti di fanteria (solitamente su tre battaglioni) ed uno di artiglieria. Alla maggior parte di queste unità, successivamente, venne aggregata una Legione d'Assalto di CC. NN. A queste, occorre poi aggiungere un battaglione di mortai da 81, una compagnia con artiglieria anticarro, una compagnia del genio, una mista con telegrafisti e marconisti, oltre a diverse sezioni (fotoelettricisti, sanità, sussistenza e pesante).
Al 10 giugno 1940, una divisione di questo tipo risultava composta da 12.979 uomini, equipaggiati con 60 pezzi di artiglieria (8 antiaerei da 20 mm, 8 anticarro da 47/32, 8 da fanteria da 65/17, 12 75/13, 12 75/27 e 12 da 100/17), 177 mortai (24 da 81 mm e 153 da 45) e 350 mitragliatrici (270 leggere e 80 pesanti). Per il trasporto erano disponibili 3.424 animali, 154 carri, 153 biciclette, 71 motocicli e 131 mezzi di vario tipo.
| Nome divisione             | Composizione                       | Composizione                   | Composizione                                      | Creazione                                                                                            | Creazione         | Scioglimento        | Scioglimento                      |
| Nome divisione             | Rgt. fanteria                      | Rgt. artiglieria               | Legione CC. NN.                                   | Unità originarie                                                                                     | Data costituzione | Data/periodo        | Località                          |
| -------------------------- | ---------------------------------- | ------------------------------ | ------------------------------------------------- | --- | ----------------- | ------------------- | --------------------------------- |
| 5ª Cosseria                | 89º e 90º Salerno                  | 37º Cosseria poi 108º Cosseria | 86ª Intrepida                                     | Brigata Salerno, Divisione di Fanteria di Cosseria                                                   | 25 marzo 1939     | 12 settembre 1943   | Sesto San Giovanni                |
| 6ª Cuneo                   | 7º e 8º Cuneo                      | 27º Legnano                    | 24ª Carroccio                                     | Brigata Cuneo, poi VI Brigata di Fanteria, Brigata di Fanteria Legnano                               | 24 maggio 1939    | 1944                | Isole dell'Egeo                   |
| 7ª Lupi di Toscana         | 77º e 78º Lupi di Toscana          | 30º Leonessa                   | 15ª Leonessa poi distaccata                       | Brigata Granatieri di Toscana, poi VII Brigata di Fanteria, Brigata di Fanteria Leonessa             | 15 dicembre 1938  | 8 settembre 1943    | Tolone e Lazio                    |
| 12ª Sassari                | 151º e 152º Sassari                | 34º Sassari                    | 73ª Matteo Boiardo                                | Brigata Sassari, XII Brigata di Fanteria, Brigata di Fanteria del Timavo                             | 24 maggio 1939    | 10 settembre 1943   | Roma                              |
| 13ª Re                     | 1º e 2º Re                         | 23º Timavo                     | 75ª Italo Balbo                                   | Brigata Savoia, XIII Brigata di Fanteria, Brigata di Fanteria dei Montenero                          | 1939              | 8-10 settembre 1943 | Slovenia e Roma                   |
| 14ª Isonzo                 | 23º e 24º Como                     | 6º Isonzo                      | 98ª Maremmana                                     | Brigata Como, XIV Brigata di Fanteria, Brigata di Fanteria dell'lsonzo                               | 24 maggio 1939    | 11 settembre 1943   | Novo Mesto (Slovenia)             |
| 15ª Bergamo                | 25º e 26º Bergamo                  | 4º Carnaro                     | 89ª Etrusca                                       | Brigata Bergamo, XV Brigata di Fanteria                                                              | 24 maggio 1939    | 9 settembre 1943    | Jugoslavia                        |
| 16ª Pistoia                | 33º, 35º Pistoia                   | 3º Fossalta                    | 63ª Tagliamento poi distaccata                    | Brigata Pistoia, XVI Brigata di Fanteria, Brigata di Fanteria di Fossalta                            | 1939              | 13 maggio 1943      | Tunisia                           |
| 18ª Messina                | 93º e 94º Messina                  | 2º Metauro                     | 108ª Stamura                                      | Brigata Messina, XVIII Brigata di Fanteria, Brigata di Fanteria del Metauro                          | 24 maggio 1939    | 13 settembre 1943   | Croazia                           |
| 20ª Friuli                 | 87º, 88º e 387º Friuli             | 35º Friuli                     | 88ª Alfredo Cappellini                            | Brigata Friuli, 20ª Divisione di Fanteria Curtatone e Montanara                                      | 1939              | 20 settembre 1944   | Sardegna                          |
| 21ª Granatieri di Sardegna | 1º, 2º e 3º Granatieri di Sardegna | 13º Granatieri di Sardegna     | 55ª Alpina Friulana poi distaccata                | Brigata Guardie, Brigata Granatieri di Sardegna (XXI)                                                | 1934              | 10 settembre 1943   | Zona di Roma                      |
| 22ª Cacciatori delle Alpi  | 51º e 52º Alpi                     | 1º Cacciatori delle Alpi       | 105ª Benito Mogioni                               | Brigata delle Alpi, XXII Brigata di Fanteria                                                         | 1939              | 11 settembre 1943   | Fiume                             |
| 24ª Pinerolo               | 13º, 14º e 313º Pinerolo           | 18º Gran Sasso                 | 136ª Tre Monti                                    | XXIV Brigata Pinerolo, XXIV Brigata di Fanteria, 24ª Divisione di Fanteria Gran Sasso                | 1939              | 8 settembre 1943    | Grecia                            |
| 28ª Aosta                  | 5º e 6º Aosta                      | 22º Vespri                     | 171ª Vespri                                       | Brigata Aosta, XXVIII Brigata di Fanteria, 28ª Divisione di Fanteria Vespri                          | 1939              | 8 settembre 1943    | Trento                            |
| 29ª Piemonte               | 3º, 4º e 303º Piemonte             | 24º Peloritani                 | 166ª Peloro                                       | Brigata Piemonte, XXIX Brigata di Fanteria, Divisione di Fanterìa Peloritana                         | 15 aprile 1939    | 11 settembre 1943   | Peloponneso                       |
| 30ª Sabauda                | 45º e 46º 345º Reggio              | 16º Sabauda                    | 176ª S. Efisio (poi Cacciatori Guide di Sardegna) | Brigata Reggio, XXX Brigata di Fanteria, Brigata di Fanteria Sabauda                                 | 15 aprile 1939    | 1º ottobre 1944.    | Sicilia                           |
| 31ª Calabria               | 59º, 60º e 359° Calabria           | 40º Caprera                    | 177ª Logudoro                                     | Brigata Calabria, XXXI Brigata di Fanteria, Brigata di Fanteria Caprera                              | 15 ottobre 1939   | 25 settembre 1944   | Sardegna                          |
| 41ª Firenze                | 127º e 128º Firenze                | 41º Firenze                    | 92ª Francesco Ferrucci                            | Brigata Firenze, Brigata di Fanteria Gavinana II                                                     | 15 settembre 1939 | 28 settembre 1943   | Confine tra Jugoslavia ed Albania |
| 44ª Cremona                | 21º, 22º e 321º Cremona            | 7º Curtatone e Montanara       | 90ª Pisa                                          | Brigata di Fanteria Cremona, XX Brigata di Fanteria, 20ª Divisione di Fanteria Curtatone e Montanara | 1939              | 1944                | Ravenna-Mestre                    |
| 47ª Bari                   | 139º, 140º e 340º Bari             | 47º Bari                       | 152ª Acciaiata                                    | Brigata Bari                                                                                         | 15 settembre 1939 | 21 settembre 1944   | Italia                            |
| 48ª Taro                   | 207º e 208º Taro                   | 48º Taro                       | 164ª Ercole Scalfaro                              | Brigata di Fanteria Taro                                                                             | 12 settembre 1939 | 8 settembre 1943    | Tolone                            |
| 49ª Parma                  | 49º e 50º Parma                    | 49º Parma                      | 109ª Filippo Corridoni                            | Brigata Parma, VII-IX Brigata                                                                        | 12 settembre 1939 | 8 settembre 1943    | Valona                            |
| 50ª Regina                 | 9º, 10º e 309º Regina              | 50º Regina                     | 201ª Conte Verde                                  | Brigata Regina, XXIII Brigata, Brigata di Fanteria delle Murge                                       | 1º marzo 1939     | 11 settembre 1943   | Dodecaneso                        |
| 51ª Siena                  | 31º e 32º Siena                    | 51º Siena                      | 141ª Volturno                                     | Brigata Siena, XXV Brigata di Fanteria                                                               | 1939              | 8 settembre 1943    | Creta                             |
| 54ª Napoli                 | 75º e 76º Napoli                   | 54º Napoli                     | 173ª Salso                                        | Brigata Granatieri di Napoli, XXIX Brigata di Fanteria                                               | 15 aprile 1939    | 14 agosto 1943      | Zona di Reggio Calabria           |
| 56ª Casale                 | 11º, 12º e 311º Casale             | 56º Casale                     | 23ª Bersaglieri del Mincio                        | Brigata Monferrato, XII-XVII Brigata di Fanteria                                                     | 1939              | metà settembre 1943 | Grecia                            |
| 57ª Lombardia              | 73º e 74º Lombardia                | 57º Lombardia                  | 137ª Monte Majella                                | Brigata Granatieri di Lombardia, XV Brigata di Fanteria, Brigata di Fanteria del Carnaro             | 24 maggio 1939    | 8 settembre 1943    | Croazia e Slovenia                |
| 58ª Legnano                | 67º e 68º Palermo                  | 58º Legnano                    | 26ª Alberto da Giussano                           | Divisione di Fanteria Legnano                                                                        | 1939              | 17 febbraio 1944    | Italia                            |
| 65ª Granatieri di Savoia   | 10º e 11º Granatieri di Savoia     | 60º Granatieri di Savoia       | un battaglione (X poi XV)                         | Brigata Granatieri di Savoia                                                                         | 12 ottobre 1936   | 20 aprile 1941      | Africa Orientale Italiana         |
| Cacciatori d'Africa        | 210º Bisagno e 211º Pescara        | un gruppo                      | 10ª AOI                                           | | 27 luglio 1940    | 15 maggio 1941      | Africa Orientale Italiana         |

## Divisioni fanteria da montagna
Si trattava di unità sostanzialmente analoghe alle divisioni di fanteria ordinaria, con delle differenze nelle dotazioni in modo da renderle maggiormente idonee alla guerra di montagna. Tali differenze riguardavano essenzialmente:
- la trazione del Reggimento di artiglieria divisionale, che risultava composto da due gruppi someggiati e di uno carrellato, invece che di due ippotrainati ed uno someggiato;
- l'utilizzo di salmerie invece che del classico carreggio[5].

Con il progredire della guerra e la progressiva motorizzazione di una parte considerevole delle artiglierie divisionali, le divisioni da montagna divennero sostanzialmente indistinguibili dalle normali divisioni di fanteria, e la denominazione specifica andò progressivamente in disuso.
| Nome divisione | Composizione                        | Composizione                       | Composizione                         | Creazione                                                                                                 | Creazione         | Scioglimento      | Scioglimento                      |
| Nome divisione | Rgt. fanteria                       | Rgt. artiglieria                   | Legione CC. NN.                      | Unità originarie                                                                                          | Data costituzione | Data/periodo      | Località                          |
| -------------- | ----------------------------------- | ---------------------------------- | ------------------------------------ | --- | ----------------- | ----------------- | --------------------------------- |
| 1ª Superga     | 91º e 92º Basilicata                | 5º Superga                         | 2ª Alpina, poi distaccata            | Brigata Basilicata                                                                                        | 1939              | 13 maggio 1943    | Tunisia                           |
| 2ª Sforzesca   | 53º e 54º Umbria                    | 17º Sforzesca                      | 30ª Roberto Forni, poi distaccata    | Brigata Umbria, II Brigata di Fanteria, Brigata di Fanteria della Sforzesca                               | 25 aprile 1939    | 9 settembre 1943  | Venezia Giulia                    |
| 3ª Ravenna     | 37º e 38º Ravenna                   | 11º Ravenna(poi 121º Rgt.Art.Mot.) | 5ª Valle Scrivia, poi distaccata     | Brigata Ravenna, III Brigata di Fanteria, Brigata di Fanteria del Monferrato                              | 25 marzo 1939     | 8 settembre 1943  | Toscana                           |
| 4ª Livorno     | 33º e 34º Livorno                   | 28º Monviso                        | 95ª Sante Ceccherini, poi distaccata | Brigata Livorno, IV Brigata di Fanteria, Brigata di fanteria del Monviso                                  | 5 aprile 1939     | 9 settembre 1943  | Piemonte                          |
| 11ª Brennero   | 231º, 232º Avellino e 331º Brennero | 9º Brennero                        | 45ª Alto Adige                       | Brigata Avellino, XI Brigata di Fanteria                                                                  | 1934              | settembre 1943    | Durazzo                           |
| 19ª Venezia    | 83º, 84º e 383º Venezia             | 19º Gaviniana                      | 72ª Luigi Farini                     | Brigata Venezia, XIX Brigata di Fanteria, Brigata di Fanteria Gavinana e Gavinana II                      | 15 aprile 1939    | 1º dicembre 1943  | Montenegro                        |
| 23ª Ferrara    | 47º e 48º Ferrara                   | 14º Murge                          | 82ª Benito Mussolini                 | Brigata Ferrara, XXIII Brigata di Fanteria, Brigata di Fanteria delle Murge, 23ª Divisione fanteria Murge | 24 maggio 1939    | 25 settembre 1943 | Montenegro e Bosnia ed Erzegovina |
| 26ª Assietta   | 29º e 30º Pisa                      | 25º Assietta                       | 17ª Cremona                          | Brigata Pisa, XXVI Brigata di Fanteria, 26ª Brigata mista Assietta                                        | 5 aprile 1939     | 8 settembre 1943  | Asti                              |
| 32ª Marche     | 55º e 56º Marche                    | 32º Marche                         | 49ª San Marco                        | Brigata Marche                                                                                            | 22 febbraio 1939  | 10 settembre 1943 | Ragusa                            |
| 33ª Acqui      | 17º, 18º e 317º Acqui               | 33º Acqui                          | 27ª Fanfulla da Lodi                 | Brigata Alessandria                                                                                       | agosto 1939       | 24 settembre 1943 | Cefalonia e Corfù                 |
| 36ª Forlì      | 43º, 44º e 343º Forlì               | 36º Forlì                          | 112ª dell'Urbe                       | Brigata Forlì, III Brigata di Fanteria, Brigata di Fanteria del Monferrato                                | 31 marzo 1939     | 16 settembre 1943 | vicino ad Atene                   |
| 37ª Modena     | 41º, 42º e 341º Modena              | 29º Modena                         | 36ª Cristoforo Colombo               | Brigata Modena, V Brigata di fanteria, Brigata di fanteria Cosseria                                       | 25 marzo 1939     | 21 settembre 1943 | Epiro meridionale                 |
| 38ª Puglie     | 71º e 72º Puglie                    | 15º Monte Nero                     | 115ª Del Cimino                      | Brigata Puglie                                                                                            | 15 maggio 1939    | 8 settembre 1943  | Albania                           |
| 53ª Arezzo     | 225º e 226º Arezzo                  | 53º Arezzo                         | 80ª Alessandro Farnese               | Brigata Arezzo, XXIV Brigata di Fanteria                                                                  | 24 maggio 1939    | settembre 1943    | confine greco-albanese            |
| 59ª Cagliari   | 63º, 64º e 363º Cagliari            | 59º Cagliari                       | 28ª Giovanni Randaccio               | Brigata Cagliari, XXVI Brigata di Fanteria                                                                | 5 aprile 1939     | settembre 1943    | Peloponneso                       |

## Divisioni fanteria motorizzata
L'Italia all'inizio della guerra schierava due divisioni motorizzate. Queste unità si componevano di due reggimenti di fanteria (ciascuno su 2 battaglioni), uno di bersaglieri motociclisti (poi autocarrati) e uno di artiglieria motorizzata (su 4 gruppi); non era prevista alcuna legione CCNN. Impiegate entrambe in Nord Africa, videro quasi subito i reggimenti bersaglieri distaccati quali riserve di Corpo d'Armata, e nel caso della "Trento" gli autocarri furono trasferiti di supporto alle attività logistiche, trasformandola di fatto in una normale divisione di fanteria appiedata.
Al 10 giugno 1940, una divisione di questo tipo era composta da 10.500 uomini, equipaggiati con 70 cannoni (16 antiaerei da 20 mm, 24 anticarro da 47/32, 16 da fanteria da 65/17, 16 campali da 75/27 e 8 obici da 100/17), 66 mortai (54 da 45 mm e 12 da 81) e 258 mitragliatrici (90 pesanti e 168 leggere). Uomini e materiali venivano movimentati con 531 veicoli a motore, 48 trattori di artiglieria e 1.170 motocicli.
| Nome divisione | Composizione         | Composizione     | Composizione     | Creazione                                                                | Creazione         | Scioglimento     | Scioglimento |
| Nome divisione | Rgt. fanteria        | Rgt. artiglieria | Rgt. bersaglieri | Unità originarie                                                         | Data costituzione | Data/periodo     | Località     |
| -------------- | -------------------- | ---------------- | ---------------- | ------------------------------------------------------------------------ | ----------------- | ---------------- | ------------ |
| 101ª Trieste   | 65º e 66º Valtellina | 21º Po           | 9º               | Brigata Valtellina, VIII Brigata di Fanteria, Brigata di Fanterìa del Po | 4 aprile 1939     | maggio 1943      | Tunisia      |
| 102ª Trento    | 61º, 62º Sicilia     | 46º Trento       | 7º               | Brigata Sicilia                                                          | 2 gennaio 1939    | 25 novembre 1942 | El Alamein   |

## Divisioni fanteria autotrasportabile
Le divisioni autotrasportabili erano normali divisioni di fanteria, ma senza avere la legione di camicie nere aggregata. Queste divisioni erano interamente motorizzate per quanto riguarda i servizi e l'artiglieria, e solo parzialmente per la componente di fanteria, che doveva quindi ricorrere per il movimento motorizzato ai veicoli forniti di volta in volta dagli Autogruppi di corpo d'armata.
Nel Regio Esercito era possibile distinguere due tipi di divisioni autotrasportate: quelle metropolitane e quelle nordafricane.

### Divisioni autotrasportabili tipo metropolitano
La variante metropolitana prevedeva la motorizzazione di artiglierie e reparti di supporto, mentre le unità di fanteria mantenevano parte delle dotazioni di someggio e carriaggi.
Al 10 giugno 1940, una divisione di questo tipo era composta da 10.404 uomini, equipaggiati con 60 cannoni (8 antiaerei da 20 mm, 8 anticarro da 47/32, 8 da fanteria da 65/17, 24 campali da 75/27 e 12 obici da 100/17), 153 mortai (108 da 45 mm e 45 da 81) e 290 mitragliatrici (222 leggere e 68 pesanti). Per i trasporti erano disponibili 461 veicoli a motore, 36 trattori d'artiglieria, 159 motocicli e 127 biciclette.
| Nome divisione | Composizione         | Composizione     | Composizione    | Creazione                                                               | Creazione         | Scioglimento      | Scioglimento                |
| Nome divisione | Rgt. fanteria        | Rgt. artiglieria | Legione CC. NN. | Unità originarie                                                        | Data costituzione | Data/periodo      | Località                    |
| -------------- | -------------------- | ---------------- | --------------- | ----------------------------------------------------------------------- | ----------------- | ----------------- | --------------------------- |
| 9ª Pasubio     | 79º e 80º Roma       | 8º Pasubio       | 1ª Sabauda      | Brigata Roma, IX Brigata di Fanteria, Brigata di Fanteria del Pasubio   | 1939              | 11 settembre 1943 | Campania                    |
| 10ª Piave      | 57º e 58º Abruzzi    | 20º Piave        |                 | Brigata Abruzzi, X Brigata di Fanteria, Divisione di fanteria del Piave | 1939              | 23 settembre 1943 | Roma                        |
| 52ª Torino     | 81º e 82º Torino     | 52º Torino       |                 | Brigata Torino, Divisione di Fanteria Torino                            | 5 giugno 1940     | 31 maggio 1943    | Gorizia                     |
| 103ª Piacenza  | 111º e 112º Piacenza | 37º Cosseria     |                 | Brigata Piacenza                                                        | 15 marzo 1942     | 9 settembre 1943  | Lazio                       |
| 104ª Mantova   | 113º e 114º Mantova  | 11º Ravenna      |                 | Brigata Mantova                                                         | 15 marzo 1942     | 1944              | Calabria, poi Regno del Sud |
| 105ª Rovigo    | 227º e 228º Rovigo   | 117º Rovigo      |                 | Brigata Rovigo                                                          | 15 marzo 1942     | 9 settembre 1943  | Liguria                     |

### Divisioni autotrasportabili tipo AS (Africa Settentrionale)
Le divisioni autotrasportabili tipo AS erano di stanza in (Libia). Dal punto di vista strutturale erano simili a quelle metropolitane, ma con l'aggiunta di un battaglione di carri leggeri e la eliminazione di ogni componente di animali da soma o da traino.
Al 10 giugno 1940, un'unità di questo tipo risultava composta da 10.978 uomini, equipaggiati con 46 carri armati L35, 68 cannoni (16 antiaerei da 20 mm, 8 anticarro da 47/32, 8 da fanteria da 65/17, 24 campali da 75/27 e 12 obici da 100/17), 123 mortai (111 da 45 mm e 12 da 81) e 394 mitragliatrici (232 leggere e 162 pesanti). Per il trasporto di uomini e mezzi, erano disponibili 398 veicoli a motore, 249 motocicli, 180 biciclette e 36 trattori per l'artiglieria.
| Nome divisione | Composizione          | Composizione                  | Composizione                               | Creazione                                                                          | Creazione         | Scioglimento     | Scioglimento            |
| Nome divisione | Rgt. fanteria         | Rgt. artiglieria              | Bn. carri leggeri                          | Unità originarie                                                                   | Data costituzione | Data/periodo     | Località                |
| -------------- | --------------------- | ----------------------------- | ------------------------------------------ | ---------------------------------------------------------------------------------- | ----------------- | ---------------- | ----------------------- |
| 17ª Pavia      | 27º e 28º Pavia       | 26º Rubicone                  | V                                          | Brigata Pavia, XVII Brigata di Fanteria, Brigata di Fanteria del Rubicone          | 27 aprile 1939    | 25 novembre 1942 | Nordafrica              |
| 25ª Bologna    | 39º e 40º Bologna     | 10º Volturno poi 205° Bologna | IV                                         | Brigata Vittorio Emanuele, XXV Brigata di Fanteria, Divisione di Fanteria Volturno | 27 aprile 1939    | 25 novembre 1942 | Nordafrica              |
| 27ª Brescia    | 19º e 20º Brescia     | 55º Brescia, poi I Articelere |                                            | Brigata Lombardia, XXVII Brigata di Fanteria, Divisione di Fanteria Sila           | 24 maggio 1939    | 25 novembre 1942 | Nordafrica              |
| 55ª Savona     | 15º e 16º Savona      | 12º Sila                      | IV Gr.Sqn."Genova Cavalleria" (autoblindo) | Brigata Savona, XXV e XXVII Brigata di Fanteria                                    | aprile 1939       | 17 gennaio 1942  | Confine libico-egiziano |
| 60ª Sabratha   | 85º e 86º Verona      | 42º Sabratha                  | LX                                         | Brigata Verona, XXVIII Brigata di Fanteria                                         | 1937              | 25 luglio 1942   | El Alamein              |
| 61ª Sirte      | 69º e 70º Ancona      | 43º Sirte                     | LXI                                        | Brigata Ancona, XIX Brigata di Fanteria                                            | 1937              | 23 gennaio 1941  | Zona di Tobruk          |
| 62ª Marmarica  | 115º e 116º Treviso   | 44º Marmarica                 | LXII                                       | Brigata Treviso                                                                    | 9 maggio 1937     | 5 gennaio 1941   | Bardia                  |
| 63ª Cirene     | 157º e 158º Liguria   | 45º Cirene                    | LXIII                                      | Brigata Liguria, XVIII Brigata di Fanteria                                         | 1º ottobre 1937   | 5 gennaio 1941   | Bardia                  |
| 64ª Catanzaro  | 141º e 142º Catanzaro | 203º Catanzaro                |                                            | Brigata Catanzaro, 3ª Divisione di CC. NN. XXI Aprile                              | 3 giugno 1940     | 5 gennaio 1941   | Bardia                  |

## Divisioni di marcia
L'8ª divisione di marcia (terminologia utilizzata per indicare unità provvisorie) venne costituita nell'estate 1942 per gestire il flusso di rimpiazzi destinati alla 8ª Armata operante in Russia. Era costituita su tre brigate di marcia: la I Brigata (con sede a Milano) alimentava il XXXV Corpo d'Armata con un Reggimento bersaglieri di marcia (il 30°) per la componente bersaglieri della 3ª Divisione celere, due reggimenti di marcia per la 9ª Divisione Pasubio e la 52ª Torino (numerati come le rispettive divisioni) e un reggimento (l'8°) per le altre componenti direttamente dipendenti dal Corpo e dall'Armata; la II Brigata (con sede a Bologna) alimentava il II Corpo d'Armata con tre reggimenti per la 2ª Divisione Sforzesca, la 3ª Ravenna e la 5ª Cosseria (numerati come le rispettive divisioni) e un reggimento (il 7°) per le componenti di Corpo; la III Brigata (con sede a Bergamo, poi a Udine) alimentava il Corpo d'Armata Alpino con tre reggimenti alpini di marcia (102°, 103° e 104°, rispettivamente per la 2ª Divisione Tridentina, la 3ª Julia e la 4ª Cuneense).
| Nome divisione | Composizione                | Composizione               | Composizione          | Creazione                     | Creazione         | Scioglimento   | Scioglimento |
| Nome divisione | Rgt. fanteria di marcia     | Rgt. Bersaglieri di marcia | Rgt. Alpini di marcia | Unità originarie              | Data costituzione | Data/periodo   | Località     |
| -------------- | --------------------------- | -------------------------- | --------------------- | ----------------------------- | ----------------- | -------------- | ------------ |
| 8ª di marcia   | 2°, 3°, 5°, 7°, 8°, 9°, 52° | 30°                        | 102°, 103°, 104°      | I, II e III Brigata di marcia | 1º luglio 1942    | 20 maggio 1943 | Verona       |

## Divisioni fanteria da occupazione
Le divisioni di fanteria da occupazione vennero costituite partire dal 1941 per svolgere compiti di guarnigione. Si trattava di normali divisioni di fanteria, di norma prive della legione di camicie nere, le cui dotazioni prevedevano un numero inferiore di artiglierie ma una quantità maggiore di mitragliatrici. La denominazione "da occupazione" venne abolita nel 1942, ma rimasero comunque immutate le loro caratteristiche di organica e gli scopi operativi.
| Nome divisione | Composizione             | Composizione     | Composizione            | Creazione                                                                         | Creazione         | Scioglimento      | Scioglimento            |
| Nome divisione | Rgt. fanteria            | Rgt. artiglieria | Legione CC. NN.         | Unità originarie                                                                  | Data costituzione | Data/periodo      | Località                |
| -------------- | ------------------------ | ---------------- | ----------------------- | --------------------------------------------------------------------------------- | ----------------- | ----------------- | ----------------------- |
| 151ª Perugia   | 129º e 130º Perugia      | 151º Perugia     | 29ª Alpina              | Brigata Perugia                                                                   | 25 agosto 1941    | 7 ottobre 1943    | Albania                 |
| 152ª Piceno    | 235º, 236º e 336º Piceno | 152º Piceno      |                         | Brigata Piceno                                                                    | 20 febbraio 1942  | 10 ottobre 1944   | Puglia                  |
| 153ª Macerata  | 121º e 122º Macerata     | 153º Macerata    |                         | Brigata Macerata                                                                  | 25 novembre 1941  | 12 settembre 1943 | Fiume                   |
| 154ª Murge     | 259º e 260º Murge        | 154º Murge       |                         | Brigata Murge, Brigata di Fanteria delle Murge, Divisione di Fanteria delle Murge | 1º dicembre 1941  | 14 settembre 1943 | Fiume                   |
| 155ª Emilia    | 119º e 120º Emilia       | 155º Emilia      |                         | Brigata Emilia                                                                    | 1º dicembre 1941  | 1º ottobre 1943   | Puglia                  |
| 156ª Vicenza   | 277º e 278º Vicenza      | 156º Vicenza     |                         | Brigata Vicenza                                                                   | 10 marzo 1942     | 15 maggio 1943    | Russia                  |
| 157ª Novara    | 153º e 154º Novara       | 157º Novara      |                         | Brigata Novara                                                                    | 10 marzo 1942     | 1º giugno 1943    | Confine italo-jugoslavo |
| 158ª Zara      | 291º e 292º Zara         | 158º Zara        | 107ª Francesco Rismondo | Comando Truppe del Presidio di Zara                                               | 1º settembre 1942 | 9 settembre 1943  | Zara                    |
| 159ª Veneto    | 255º e 256º Veneto       | 159º Veneto      |                         | Brigata di Fanteria Veneto                                                        | 1º marzo 1942     | 1º giugno 1943    | Confine italo-jugoslavo |

## Divisioni alpine
Le divisioni alpine erano costituite con elementi provenienti dalle regioni montuose dell'Italia settentrionale e centrale.
Queste unità differivano dalle divisioni di fanteria standard poiché ogni reggimento aveva i propri servizi di supporto (pionieri, artiglieria ed altro) assegnati su basi permanenti: in questo modo, ogni reggimento di alpini era relativamente autonomo e capace di azioni indipendenti. Non era prevista una componente di CCNN.
Ogni divisione era su due reggimenti di fanteria alpina (su tre battaglioni) ed uno di artiglieria (i cui cannoni erano trasportati tramite quadrupedi), oltre ad un battaglione del genio, una compagnia per la guerra chimica, due battaglioni rimpiazzi ed i servizi divisionali (sezione sanità, ospedali da campo e salmerie).
Al 10 giugno 1940, una divisione alpina era composta da 14.786 uomini, con 24 pezzi da 75/13, 78 mortai (54 da 45 mm e 24 da 81) e 234 mitragliatrici (68 pesanti e 166 leggere). Uomini e mezzi venivano movimentati tramite 252 veicoli a motore, 46 motocicli, 5.327 quadrupedi, 225 carri e 57 biciclette.
| Nome divisione            | Composizione | Composizione            | Creazione                                    | Creazione         | Scioglimento         | Scioglimento            |
| Nome divisione            | Rgt. alpino | Rgt. artiglieria alpina | Unità originarie                             | Data costituzione | Data/periodo         | Località                |
| ------------------------- | --- | ----------------------- | -------------------------------------------- | ----------------- | -------------------- | ----------------------- |
| 1ª Taurinense             | 3º Reggimento alpini e 4º Reggimento alpini                                                                         | 1º                      | I Raggruppamento Alpino                      | 10 settembre 1935 | 8 settembre 1943     | Montenegro              |
| 2ª Tridentina             | 5º Reggimento alpini e 6º Reggimento alpini                                                                         | 2º                      | II Raggruppamento Alpino, 2ª Brigata Alpina  | 10 settembre 1935 | 8 settembre 1943     | Italia                  |
| 3ª Julia                  | 8º Reggimento alpini e 9º Reggimento alpini                                                                         | 3º                      | III Raggruppamento Alpino, 3ª Brigata Alpina | 10 settembre 1935 | 12-14 settembre 1943 | Confine italo-jugoslavo |
| 4ª Cuneense               | 1º Reggimento alpini e 2º Reggimento alpini                                                                         | 4º                      | IV Raggruppamento Alpino, 4ª Brigata Alpina  | 31 ottobre 1935   | 8 settembre 1943     | Alto Adige              |
| 5ª Pusteria               | 7º Reggimento alpini e 11º Reggimento alpini                                                                        | 5º                      |                                              | 31 dicembre 1935  | 12 settembre 1943    | Grenoble                |
| 6ª Alpi Graje             | III e IV Gruppo alpino Valle                                                                                        | 6º                      |                                              | 15 novembre 1941  | 10 settembre 1943    | La Spezia               |
| Divisione alpina speciale | 31° Rgt.Fant, "Siena", 2° Rgt.Alpini, Rgt.Cavalleria Appiedata di Formazione, Gruppo Battaglioni CCNN di Formazione | 21º "Po"                |                                              | 21 dicembre 1940  | 29 marzo 1941        | Albania                 |

## Divisioni celeri
L'Italia entrò in guerra con tre divisioni celeri. Si trattava di divisioni ibride inizialmente composte da due reggimenti di cavalleria (ognuno su due Gruppi Squadroni montati ed uno Squadrone Mitraglieri, sempre montato), da un Reggimento di bersaglieri ciclisti (poi autocarrati), da un Reggimento di artiglieria su un Gruppo ippotrainato e due gruppi motorizzati, e da un gruppo corazzato su 61 carri del tipo CV33. Prive di una effettiva capacità operativa nel contesto di una guerra meccanizzata, le divisioni celeri videro un limitatissimo impiego operativo e vennero largamente riutilizzate per la costituzione di unità di altro tipo. Già nel 1941 i Gruppi di artiglieria motorizzata di tutte e tre le divisioni furono distaccati, inviati in Nord Africa ed aggregati alle unità operanti in quel teatro. La 2ª Divisione Celere costituì la base per la effimera 134ª Divisione Corazzata "Freccia", attivata solo sulla carta per un brevissimo periodo nell'estate 1942. La 3ª Divisione Celere, impiegata in Russia con il Reggimento Artiglieria a Cavallo (ricostituito unificando i Gruppi "a cavallo" dei tre reggimenti di artiglieria celere), venne privata nella primavera del 1942 della componente di cavalleria e di artiglieria a cavallo e venne riorganizzata come una divisione motorizzata di bersaglieri con l'aggiunta del 6º Reggimento bersaglieri (già della 2ª Divisione celere), del 120º Reggimento Artiglieria motorizzato ed altre unità di supporto.
Complessivamente, l'organico di un'unità di questo tipo al 10 giugno 1940 era di 7.310 uomini, con 2.154 cavalli, 418 veicoli a motore, 24 trattori di artiglieria, 539 motocicli e 2.500 biciclette. Le dotazioni, oltre ai già citati carri leggeri, comprendevano 48 cannoni (16 antiaerei da 20 mm, 8 anticarro da 47/32 e 24 pezzi campali da 75/27 Mod. 1912), 249 mitragliatrici pesanti e 172 leggere.
| Nome divisione                       | Composizione     | Composizione                                                  | Composizione                                                                               | Composizione                              | Creazione                                                         | Creazione         | Scioglimento      | Scioglimento  |
| Nome divisione                       | Rgt. bersaglieri | Rgt. cavalleria                                               | Gruppo corazzato                                                                           | Rgt. artiglieria                          | Unità originarie                                                  | Data costituzione | Data/periodo      | Località      |
| ------------------------------------ | ---------------- | ------------------------------------------------------------- | ------------------------------------------------------------------------------------------ | ----------------------------------------- | ----------------------------------------------------------------- | ----------------- | ----------------- | ------------- |
| 1ª Eugenio di Savoia                 | 11º              | 12º Cavalleggeri di Saluzzo e 14º Cavalleggeri d'Alessandria  | I San Giusto                                                                               | 1º Articelere                             | 1ª Divisione Celere                                               | 1º gennaio 1934   | 13 settembre 1943 | Croazia       |
| 2ª Emanuele Filiberto Testa di Ferro | 6º, poi 1º       | 9º Lancieri di Firenze e 10º Lancieri di Vittorio Emanuele II | II San Marco                                                                               | 2º Articelere                             | 2ª Divisione Celere                                               | 1º gennaio 1934   | 12 settembre 1943 | Zona di Cuneo |
| 3ª Principe Amedeo Duca d'Aosta      | 3º e 6º          | 3º Savoia Cavalleria e 5º Lancieri di Novara                  | III San Giorgio, poi XIII Gr.Sq.Sem.Cor. Cavalleggeri di Alessandria e LXVII Btg.Bers.Cor. | Reggimento Artiglieria a Cavallo poi 120° | III Brigata Celere P.A.D.A. e 3º Rgt. Artiglieria Celere P.A.D.A. | 1º novembre 1934  | 15 settembre 1943 | Imola         |

## Divisioni della MVSN
L'Italia entrò in guerra con tre divisioni costituite nella componente di fanteria da personale della MVSN mentre tutte le unità di supporto, inclusa l'artiglieria e il genio, erano costituite da personale del Regio Esercito. Circa un mese prima dell'inizio delle ostilità, una quarta divisione, la XXI Aprile, fu sciolta, utilizzando la fanteria per completare le altre tre divisioni e le unità di supporto per costituire la 64ª Divisione di Fanteria Catanzaro. La struttura delle divisioni era analoga a quelle delle normali divisioni di fanteria autotrasportabili tipo AS, con la sola differenza che i reggimenti di fanteria erano sostituiti da Legioni di camicie nere su 3 battaglioni. Ogni battaglione di CCNN era composto da 734 militi, con 9 mortai da 45 mm e 39 mitragliatrici (12 pesanti e 27 leggere)..Queste tre divisioni furono distrutte dagli inglesi durante l'Operazione Compass, tra la fine del 1940 ed il gennaio 1941.
Nel maggio del 1943, con materiali forniti dai tedeschi, iniziò la costituzione della 134ª Divisione corazzata Camicie Nere, poi denominata 1ª Divisione corazzata di Camicie Nere "M", costituita pressoché interamente da personale della MVSN, che non fece tuttavia in tempo a divenire pienamente operativa e, dopo la caduta del Regime Fascista (25 luglio 1943), venne trasformata nella 136ª Divisione corazzata "Centauro II".
| Nome divisione    | Composizione | Composizione | Creazione        | Creazione         | Scioglimento        | Scioglimento    |
| Nome divisione    | Legione CC. NN. | Rgt. artiglieria | Unità originarie | Data costituzione | Data/periodo        | Località        |
| ----------------- | --- | --- | ---------------- | ----------------- | ------------------- | --------------- |
| 1ª XXIII Marzo    | 219ª e 233ª | 201º |                  | 1939              | 5 gennaio 1941      | Bardia          |
| 2ª XXVIII Ottobre | 231ª e 238ª | 202º |                  | 1939              | 5 gennaio 1941      | Bardia          |
| 3ª XXI Aprile     | 181ª e 203ª | 203º |                  | settembre 1939    | maggio 1940         | Libia           |
| 4ª III Gennaio    | 250ª e 270ª | 204º |                  | 1939              | 10-12 dicembre 1940 | Sidi el Barrani |
| 1ª Div.Cor.M      | Gruppo carri CCNN "M" "Leonessa", Gruppo CCNN "M" "Tagliamento", Gruppo CCNN "M" "Montebello", Raggr.Art.CCNN "M" "Valle Scrivia" | Gruppo carri CCNN "M" "Leonessa", Gruppo CCNN "M" "Tagliamento", Gruppo CCNN "M" "Montebello", Raggr.Art.CCNN "M" "Valle Scrivia" |                  | maggio 1943       | 15 agosto 1943      | Roma            |

## Divisioni fanteria aviotrasportabile
La divisione di fanteria aviotrasportabile era una normale divisioni di fanteria, priva della Legione di CCNN e con una componente di sola artiglieria di accompagnamento, a causa del mezzo di trasporto utilizzato. La divisione (insieme a quelle paracadutisti) venne costituita nel 1941 in previsione di un impiego per la conquista di Malta (operazione C3). Successivamente riequipaggiata con una dotazione di artiglieria campale, venne impiegata in Tunisia come una normale unità di fanteria.
| Nome divisione | Composizione          | Composizione     | Creazione        | Creazione         | Scioglimento   | Scioglimento |
| Nome divisione | Rgt. fanteria         | Rgt. artiglieria | Unità originarie | Data costituzione | Data/periodo   | Località     |
| -------------- | --------------------- | ---------------- | ---------------- | ----------------- | -------------- | ------------ |
| 80ª La Spezia  | 125º e 126º La Spezia | 80º La Spezia    | Brigata Spezia   | 15 novembre 1941  | 13 maggio 1943 | Tunisia      |

## Divisioni paracadutisti
Allo scoppio delle ostilità, l'Italia non aveva divisioni aviotrasportabili di paracadutisti. Queste furono costituite successivamente, inizialmente per prendere parte all'operazione C3 per la conquista di Malta. Furono utilizzate come unità di fanteria. Complessivamente, ne furono costituite due, con una terza ancora in fase di formazione al momento dell'armistizio. Solitamente, ogni divisione era su due reggimenti di fanteria paracadutista ed uno di artiglieria, per un totale di oltre 5.000 uomini.
| Nome divisione | Composizione                 | Composizione                   | Creazione                  | Creazione         | Scioglimento      | Scioglimento |
| Nome divisione | Rgt. paracadutisti           | Rgt. artiglieria paracadutista | Unità originarie           | Data costituzione | Data/periodo      | Località     |
| -------------- | ---------------------------- | ------------------------------ | -------------------------- | ----------------- | ----------------- | ------------ |
| 183ª Ciclone   | 17, 18, 19 e 20 Bn.Fant.Par. | 1 Gr.Art.Par.                  |                            | 1943              | settembre 1943    | Italia       |
| 184ª Nembo     | 183º, 184º e 185º            | 184º                           |                            | 1 novembre 1942   | 24 settembre 1944 | Sardegna     |
| 185ª Folgore   | 185º, 186º e 187º            | 185º                           | 1ª Divisione paracadutisti | 1 settembre 1941  | 25 novembre 1942  | El Alamein   |

## Divisioni libiche
Nel 1940 l'Italia formò in Libia due divisioni composte da truppe indigene guidate da ufficiali nazionali, sulla scorta di quanto fatto nel 1935 con la 1ª Divisione fanteria "Libia". Dal punto di vista strutturale, erano simili alle normali divisioni autotrasportabili tipo A.S., infatti, ognuna di queste unità era composta da due Raggruppamenti fanteria (equivalenti a reggimenti, su tre battaglioni di fanteria), un Raggruppamento di artiglieria su 2 Gruppi ed una compagnia controcarro. Complessivamente, una divisione di questo tipo era composta da 7.224 uomini, con 48 cannoni (16 antiaerei da 20 mm, 8 anticarro da 47/32 e 24 campali da 77/28), 45 mortai da 81 e 216 mitragliatrici leggere.
Le due divisioni vengono talvolta indicate con i cognomi dei loro comandanti (Luigi Sibille per la 1ª e Armando Pescatori per la 2ª), ma questa denominazione non fu mai ufficiale.
Dopo l'inizio delle ostilità venne costituita una terza Grande Unità libica, il Raggruppamento motorizzato libico o Raggruppamento Maletti (a volte identificato come 3ª Divisione libica, ma anche questa denominazione non fu mai ufficiale). L'organico comprendeva quattro battaglioni libici motorizzati, una compagnia di carri M11, un battaglione di carri CV33, ed elementi eterogenei di artiglieria di supporto.
| Nome divisione      | Composizione           | Composizione              | Creazione        | Creazione         | Scioglimento     | Scioglimento |
| Nome divisione      | Raggr. fanteria libica | Raggr. artiglieria libico | Unità originarie | Data costituzione | Data/periodo     | Località     |
| ------------------- | ---------------------- | ------------------------- | ---------------- | ----------------- | ---------------- | ------------ |
| 1ª Divisione libica | 1º e 2º                | 1º                        |                  | 1º marzo 1940     | 11 dicembre 1940 | Nord Africa  |
| 2ª Divisione libica | 3º e 4º                | 2º                        |                  | 1º marzo 1940     | 11 dicembre 1941 | Nord Africa  |

## Divisioni coloniali - Africa Orientale Italiana
Con l'entrata in guerra dell'Italia vennero costituite 13 Divisioni di fanteria coloniale in Africa Orientale. Esse erano costituite con Brigate Coloniali costituite da un numero di battaglione variabili da 3 a 5 e da raggruppamenti di artiglieria coloniale. Le prime quattro operarono nel settore settentrionale, dalla 21ª alla 26ª operarono nel settore del Galla e Sidama, la 101ª e la 102ª somale operarono in Somalia, nel Galla e Sidama e nell'Harar e la Divisione coloniale dell'Harar prese parte anche alla conquista della Somalia Britannica per poi rimanere nell'area di presidio. È particolarmente difficile ricostruire la storia delle singole unità che ebbero vita breve e le informazioni al riguardo sono molte poche.
| Nome divisione                  | Composizione                         | Composizione                              | Creazione                     | Creazione         | Scioglimento     | Scioglimento     |
| Nome divisione                  | Brigate coloniali                    | Artiglieria                               | Unità originarie              | Data costituzione | Data/periodo     | Località         |
| ------------------------------- | ------------------------------------ | ----------------------------------------- | ----------------------------- | ----------------- | ---------------- | ---------------- |
| 1ª Divisione coloniale eritrea  | V e XLIV                             |                                           |                               |                   |                  | Africa orientale |
| 2ª Divisione coloniale eritrea  | VIII e XVI                           |                                           |                               |                   |                  | Africa Orientale |
| 3ª Divisione coloniale          | VI e XII                             |                                           |                               | 10 febbraio 1941  |                  | Africa Orientale |
| 4ª Divisione coloniale          | XII e XLI                            |                                           |                               |                   | 4 febbraio 1941  | Africa Orientale |
| 21ª Divisione coloniale         | IX e XVIII                           |                                           |                               | 10 giugno 1940    |                  | Africa Orientale |
| 22ª Divisione coloniale         | I e LXXXVI                           | I Gruppo Artiglieria Someggiata Coloniale |                               | 10 giugno 1940    | 9 luglio 1941    | Africa Orientale |
| 23ª Divisione coloniale         | X                                    |                                           |                               | 10 giugno 1940    |                  | Africa Orientale |
| 24ª Divisione coloniale         | XXV e LXXXV                          |                                           |                               |                   |                  | Africa Orientale |
| 25ª Divisione coloniale         | 210º Reggimento fanteria (nazionale) |                                           | Divisione Cacciatori d'Africa |                   |                  | Africa Orientale |
| 26ª Divisione coloniale         | VII                                  |                                           |                               |                   |                  | Africa Orientale |
| 101ª Divisione coloniale somala | XX e XCII                            |                                           |                               |                   | 7 marzo 1941     | Africa Orientale |
| 102ª Divisione coloniale somala | XCI                                  |                                           |                               |                   | 23 febbraio 1941 | Africa Orientale |
| Divisione coloniale dell'Harar  | XIII, XIV e XV                       |                                           |                               | 10 giugno 1940    |                  | Africa Orientale |

## Divisioni costiere
Le divisioni costiere erano unità dalla composizione altamente eterogenea, prive di standardizzazione nelle dotazioni e nella struttura. Le uniche disposizioni regolamentari riguardavano i servizi generali dell'unità, ma la esatta configurazione organica delle loro componenti operative variava considerevolmente a seconda della zona di schieramento.
In termini generali le divisioni costiere comprendevano una ridotta aliquota di servizi divisionali, da 2 a 4 Reggimenti di Fanteria Costiera (composti da un numero variabile di Battaglioni) ed un Raggruppamento di Artiglieria Costiera (composto da un numero variabile di Gruppi
Dopo l'armistizio a partire da alcune unità precedenti furono costituite altre tre divisioni costiere: 228ª, 230ª (II) e 231ª.
| Mostrina | Nome divisione | Composizione                                                                                          | Composizione                                                     | Creazione                                                                   | Creazione               | Scioglimento            | Scioglimento              |
| Mostrina | Nome divisione | Unità di fanteria                                                                                     | Raggruppamenti di Artiglieria Costiera                           | Unità originarie                                                            | Data costituzione       | Data/periodo            | Località                  |
| -------- | -------------- | --- | ---------------------------------------------------------------- | --------------------------------------------------------------------------- | ----------------------- | ----------------------- | ------------------------- |
|          | 201ª           | 55º, 102º, 131º                                                                                       | 1º, 7º, 50º                                                      | I Settore, poi I Brigata                                                    | 1 novembre 1941         | settembre 1943          | Lavagnola, Liguria        |
|          | 202ª           | 120º, 124º, 142º                                                                                      | 43º                                                              | II Settore                                                                  | 15 novembre 1941        | luglio 1943             | Mazara del Vallo, Sicilia |
|          | 203ª           | 126º, 174º                                                                                            | LIX e CXLIV Gruppi Artiglieria p.c.                              | XIII Brigata                                                                | 1 luglio 1943           | 1944                    | Cagliari, Sardegna        |
|          | 204ª           | 130º, 149º                                                                                            | 46°                                                              | IV Settore, IV Brigata                                                      | 24 dicembre 1941        | 1944                    | Sassari, Sardegna         |
|          | 205ª           | 127º, 128º, 129º, 132º, 925°                                                                          | 47°, 48°                                                         | V Brigata                                                                   | 15 dicembre 1941        | 1944                    | Iglesias, Sardegna        |
|          | 206ª           | 122º, 123º, 146º, 178º                                                                                | 44º                                                              | VI Settore                                                                  | 15 novembre 1941        | 12 luglio 1943          | Modica, Sicilia           |
|          | 207ª           | 138º, 139º, 177º Reggimento Bersaglieri T. M.                                                         | 12º                                                              | VII Settore                                                                 | 15 novembre 1941        | luglio 1943             | Licata, Sicilia           |
|          | 208ª           | 133º, 147º                                                                                            | 28º                                                              | VIII Settore                                                                | 15 novembre 1941        | luglio 1943             | Palermo, Sicilia          |
|          | 209ª           | 15º, 112º 253ª Legione Carabinieri NN., Difesa Porto Bari                                             | 41º                                                              | IX Settore, poi IX Brigata                                                  | 20 aprile 1943          | 1944                    | Noicattaro, Puglia        |
|          | 210ª           | 113º, 114º, 164º                                                                                      | LIV e CCLVI Gruppi Artiglieria-p.c., 16º Guardia alla Frontiera, | X Brigata                                                                   | 1 marzo 1943            | settembre 1943          | Taranto, Puglia           |
|          | 211ª           | 53º, 118º, 143º, 185º Reggimento Paracadutisti, DCCCXV, DCCCXVI e DCCCXL Brigate di Fanteria Costiera | LVII Gruppo Artiglieria della Guardia alla Frontiera, 49º        | XI Settore                                                                  | 15 novembre 1941        | settembre 1943          | Cittanova, Calabria       |
|          | 212ª           | 103º, 115º, 144º, DIVC Battaglione di Fanteria Costiera                                               | 45º, CCVII Gruppo di Artiglieria divisionale                     | XII Settore                                                                 | 15 novembre 1941        | settembre 1943          | Catanzaro, Calabria       |
|          | 213ª           | 135º, 140º, Difesa Porto Catania                                                                      | 21º                                                              |                                                                             | 15 novembre 1941        | luglio 1943             | Messina, Sicilia          |
|          | 214ª           | 103º, 148º, CCCIVC Battaglione di Fanteria Costiera                                                   | XXVII, LV, LXXXI e CXL Gruppo Artiglieria p.c.                   | XX Brigata                                                                  | 1 luglio 1943           | 1943                    | Golfo di Taranto, Puglia  |
|          | 215ª           | 6º, 14º, 108º                                                                                         | 27º                                                              | XVI Brigata                                                                 | 1º agosto 1943          | settembre 1943          | Massa, Toscana            |
|          | 216ª           | 12º, 13º                                                                                              | VII, VIII e XV Gruppo Artiglieria p.c.                           | XV Brigata                                                                  | 10 agosto 1943          | settembre 1943          | Pisa, Toscana             |
|          | 218ª           | 178°, 179°                                                                                            |                                                                  | XVIII Brigata                                                               | 10 giugno 1943          | 18 giugno 1943          | Palermo, Sicilia          |
|          | 220ª           | 111º, 152º, Difesa Porto Civitavecchia, XXXIV Brigata Costiera                                        | 23°                                                              |                                                                             | 1 maggio 1942           | settembre 1943          | Lazio                     |
|          | 221ª           | 4º, 8º                                                                                                | Elementi di 3 scuole di artiglieria                              |                                                                             | 1 maggio 1942           | settembre 1943          | Lazio                     |
|          | 222ª           | 17°, 18°, Difesa Porto Napoli                                                                         | 69°                                                              |                                                                             | 1 maggio 1942           | settembre 1943          | Salerno, Campania         |
|          | 223ª           | 166° e 167° Reggimenti Alpini Costieri T.M.                                                           | Sette Gruppi Artiglieria p.c.                                    |                                                                             | 1 gennaio 1943          | settembre 1943          | Provenza, Francia         |
|          | 224ª           | un Battaglione Alpino Costiero, X Battaglione dei Carabinieri Reali                                   | -                                                                |                                                                             | 1 gennaio 1943          | settembre 1943          | Provenza, Francia         |
|          | 225ª           | 172º, 173º                                                                                            | 53º                                                              |                                                                             | 20 gennaio 1943         | settembre 1943          | Corsica, Francia          |
|          | 226ª           | 170º, 171º, 181º, Difesa Porto Ajaccio                                                                | 52º                                                              |                                                                             | 20 gennaio 1943         | settembre 1943          | Corsica, Francia          |
|          | 227ª           | 141º, 145º                                                                                            | -                                                                | XI Brigata                                                                  | 20 aprile 1943          | settembre 1943          | Castrovillari, Calabria   |
|          | 228ª           | 514º fanteria, 409° lavoratori                                                                        | -                                                                |                                                                             | luglio 1943             | Dopo l'8 settembre 1943 |                           |
|          | 230ª           | - | -                                                                | Elementi della 202ª divisione costiera, comando dell'8ª divisione di marcia | Rimasta sulla carta     | Rimasta sulla carta     | Rimasta sulla carta       |
|          | 231ª           | 19ª, 132ª                                                                                             | 68ª                                                              | XXXI Brigata                                                                | Dopo l'8 settembre 1943 |                         |                           |

## Divisioni Carabinieri Reali
I Carabinieri Reali nel 1917, durante la prima guerra mondiale aumentarono il numero dei Carabinieri ausiliari fino a 18.000, e quindi, si dovettero creare dei Comandi intermedi tra il Comando Generale e le Legioni.
Furono creati, dunque, 5 Gruppi di Legioni, che erano comandati da maggiori generali; nell'ottobre 1917 aumentarono a 7.
Nel maggio 1926 i 7 Gruppi di Legioni furono soppressi e sostituiti da 5 Ispettorati di Zona; nel maggio 1927 aumentarono a 6.
Il Regio Decreto nº 1594 del 16 luglio 1936 abolì i 6 Ispettorati di Zona sostituendoli con 6 Comandi di Brigata, posti alle dirette dipendenze diretta di 2 Comandi di Divisione creati con lo stesso Decreto.
La Legione Allievi Carabinieri di Roma aveva anche funzioni ispettive sui Comandi e Reparti delle Colonie.
I Comandi Territoriali Provinciali che si chiamavano anche Divisioni cambiarono nome in "Gruppi".
I Gruppi di Legioni poi Ispettorati di Zona poi Comandi di Brigata avevano funzioni nell'alta vigilanza sulla disciplina e sull'andamento del servizio delle Legioni dipendenti, nell'indirizzo dell'istruzione e dell'addestramento professionale degli ufficiali, sottufficiali e militari di truppa, nell'adempimento degli speciali incarichi e delle ispezioni ordinati dal Ministero dell'Interno o dal Comando Generale.
Il Dispaccio Ministero della Guerra nº 4550 del 24 gennaio 1939 istituì la 3ª Divisione Carabinieri "Ogaden" di Napoli, già prevista dal Regio Decreto Legge del 22 dicembre 1938, ridimensionando le altre 2 Divisioni.
La Legge del 9 maggio 1940 aumentò da 6 a 7 i Comandi di Brigata, e da 20 a 28 le Legioni, nel proposito d'includere tutti i Reparti Territoriali d'Oltremare, ma, per il sopravvenuto intervento dell'Italia nella Seconda Guerra Mondiale (10 giugno 1940) la Legge stessa non ebbe pratica attuazione.
Dopo la conclusione della Seconda Guerra Mondiale, con il Decretro Legge Luogotenenziale nº 603 del 31 agosto 1945, l'ordinamento dei Carabinieri rimase su 3 Comandi di Divisione e 6 Comandi di Brigata.
| Nome Divisione                                | Composizione                          | Composizione                                                                                          | Creazione        | Creazione         | Scioglimento     | Scioglimento |
| Nome Divisione                                | Brigata Carabinieri                   | Legione Carabinieri                                                                                   | Unità originaria | Data costituzione | Data/periodo     | Località     |
| --------------------------------------------- | ------------------------------------- | --- | ---------------- | ----------------- | ---------------- | ------------ |
| 1ª Divisione Carabinieri "Pastrengo" (Milano) | 1ª Brigata Carabinieri (Torino)       | I Legione di Torino Legione di Alessandria II Legione di Genova                                       | -                | 16 luglio 1936    | 8 settembre 1943 | Italia       |
| 1ª Divisione Carabinieri "Pastrengo" (Milano) | 2ª Brigata Carabinieri (Milano)       | IV Legione di Milano Legione di Verona Legione di Bolzano Legione di Padova Legione di Trieste        | -                | 16 luglio 1936    | 8 settembre 1943 | Italia       |
| 1ª Divisione Carabinieri "Pastrengo" (Milano) | Scuola Centrale Carabinieri (Firenze) | | -                | 16 luglio 1936    | 8 settembre 1943 | Italia       |
| 2ª Divisione Carabinieri "Podgora" (Roma)     | 3ª Brigata Carabinieri (Firenze)      | VI Legione di Firenze Legione di Livorno V Legione di Bologna XIII Legione di Ancona                  | -                | 16 luglio 1936    | 8 settembre 1943 | Italia       |
| 2ª Divisione Carabinieri "Podgora" (Roma)     | 4ª Brigata Carabinieri (Roma)         | Legione di Roma Legione del Lazio III Legione di Cagliari                                             | -                | 16 luglio 1936    | 8 settembre 1943 | Italia       |
| 2ª Divisione Carabinieri "Podgora" (Roma)     | Legione Allievi Carabinieri (Roma)    | | -                | 16 luglio 1936    | 8 settembre 1943 | Italia       |
| 3ª Divisione Carabinieri "Ogaden" (Napoli)    | 5ª Brigata Carabinieri (Napoli)       | VII Legione di Napoli IX Legione di Bari Comando Carabinieri dell'Egeo (Rodi) XI Legione di Catanzaro | -                | 24 gennaio 1939   | 8 settembre 1943 | Italia       |
| 3ª Divisione Carabinieri "Ogaden" (Napoli)    | 6ª Brigata Carabinieri (Palermo)      | XII Legione di Palermo Legione di Messina                                                             | -                | 24 gennaio 1939   | 8 settembre 1943 | Italia       |